# 土生郷村
土生郷村（はぶごうむら）は、かつて大阪府にあった村。現在の岸和田市の東岸和田駅周辺にあたる。また、同駅は開業時、土生郷駅と称した。

## 歴史
- 1889年（明治22年）4月1日 - 南郡土生村、作才村、畑村、極楽寺村、流木村が合併して、南郡土生郷村が発足。大字土生に村役場を設置。
- 1896年（明治29年）4月1日 - 郡の統廃合により、泉南郡が成立。
- 1938年（昭和13年）3月3日 - 岸和田市に編入される。

## 交通

### 鉄道路線
- 阪和電気鉄道
  - 本線（現・西日本旅客鉄道阪和線）
    - 阪和岸和田駅（現・東岸和田駅）

### 道路
- 熊野街道
- 葛城街道